# 陳黃裳
陈黄裳（？年—1635年），字文伯，一字胥庭，號問庵，四川成都府内江县人。明末政治人物。

## 生平
崇祯六年（1633年）癸酉科四川乡试舉人，崇禎七年（1634年）联捷甲戌科进士。都察院观政，十月授山东德州知州，八年卒于任内。

## 家族
曾祖陈惠。祖陈安庆，户部主事。父陈绪，顺天府通判修养致仕。